# Conophorus
Conophorus is een vliegengeslacht uit de familie van de wolzwevers (Bombyliidae). De wetenschappelijke naam van het geslacht werd voor het eerst geldig gepubliceerd in 1803 door Meigen.

## Soorten
- C. alpicola Villeneuve, 1904
- C. atratula (Loew, 1872)
- C. auratus Priddy, 1954
- C. bivittatus (Loew, 1862)
- C. columbiensis Priddy, 1954
- C. collini Priddy, 1958
- C. cristatus Painter, 1940
- C. chinooki Priddy, 1954
- C. fallax (Greene, 1921)
- C. fenestrata (Osten Sacken, 1877)
- C. flavescens (Meigen, 1820)
- C. fuliginosus (Wiedemann in Meigen, 1820)
- C. fuminervis (Dufour, 1852)
- C. fuscipennis (Macquart, 1840)
- C. glaucescens (Loew, 1863)
- C. greeni Austen, 1936
- C. griseus (Fabricius, 1787)
- C. hiltoni Priddy, 1958
- C. limbata (Loew, 1869)
- C. lusitanicus (Guérin-Méneville, 1835)
- C. macroglossus (Dufour, 1852)
- C. mauritanicus Bigot, 1892
- C. melanoceratus Bigot, 1892
- C. nigripennis (Loew, 1872)
- C. obesula (Loew, 1872)
- C. painteri Priddy, 1958
- C. pictipennis (Macquart, 1840)
- C. pusillus (Loew, 1869)
- C. rossicus Paramonov, 1929
- C. rufula (Osten Sacken, 1877)
- C. sackenii Johnson and Maughan, 1953
- C. validus (Loew, 1869)
- C. virescens (Fabricius, 1789)